# Thomas d'Audibert de Ramatuelle
Thomas-Albin-Joseph d’Audibert de Ramatuelle, né le 16 mai 1750 à Aix-en-Provence et mort le 26 juin 1794 à Paris, est un chanoine botaniste, connu pour sa description du chrysanthème des fleuristes. Il mourut à l'âge de 44 ans dans la tourmente révolutionnaire.
Issu d'une famille de la noblesse provençale, son père Joseph-Jacques d'Audibert, était seigneur de Ramatuelle, localité près de Saint-Tropez. Il est couramment appelé l'abbé de Ramatuelle (par son biographe) ou M. de Ramatuelle (pour sa communication à l'Académie des sciences en 1792).

## Biographie
Fils aîné, il est destiné par sa famille à l'état ecclésiastique ; son frère cadet, Joseph d'Audibert de Ramatuelle (1759-1840), effectuera une carrière dans la marine.
Après ses premières études, Thomas est envoyé à Paris, au Séminaire de Saint-Sulpice. Sa théologie terminée, il exercera son ministère dans la paroisse de Saint-Sulpice.
Le XVIIIe siècle est un siècle essentiel pour l'étude des plantes : une nomenclature simple est définie par Linné, la taxonomie se perfectionne grâce aux travaux de Tournefort, Adanson et aux frères Antoine et Bernard de Jussieu et les premières idées justes sur la fécondation des plantes sont formulées par Sébastien Vaillant. C'est l'époque où bien des naturalistes, inspirés par l'esprit des Lumières, cherchaient à construire une représentation du monde, vérifiable par l'observation et la raison, plutôt que par la révélation.
Dans ce contexte très favorable, l'abbé de Ramatuelle, comme beaucoup de gens éduqués de son époque, commence à se passionner pour la botanique. Il fréquence, à Paris, le Jardin du Roi (ancêtre de l'actuel Jardin des plantes) où sont cultivées des plantes venues des quatre coins du monde. Il se lie d'amitié avec les Jussieu et Lamarck, qui l'aident dans ses études botaniques. Il s'intéresse aussi aux autres branches de l'Histoire naturelle et à la physique.
Ses compétences furent reconnues puisqu'il fut invité à participer comme naturaliste à l'expédition autour du monde de La Pérouse (1785-1788). Mais il refusa et préféra se rapprocher de sa famille.
À cette époque, il va s'installer à Aix-en-Provence où il exerce son canonicat à la cathédrale Saint-Sauveur. Il en profite pour herboriser dans les environs. Tout en parcourant les montagnes de la Sainte-Baume, de Sainte-Victoire et des Maures, il travaille à une méthode d'identification des arbres en toute saison. Il crée un jardin botanique et une pépinière où il peut observer régulièrement la croissance des plantes.
En 1789, lorsque la vague de contestation des privilèges atteignit Aix-en-Provence, elle provoqua un terrible effroi dans cette ville considérée comme le fief de la noblesse provençale.
Après la « Constitution civile du clergé » (12 juillet 1790) les prêtres, élus par les citoyens et payés par l’État, doivent prêter serment à la nation et au roi. L'Église se divise en prêtres « jureurs » (ou « constitutionnels ») et prêtres « réfractaires ». Dans le district d'Aix, les prêtres jureurs représentent 55 % du total. Au printemps 1791, l’archevêque d’Aix, Raimond de Boisgelin, ayant refusé de prêter serment, c'est le curé d'Eyragues, Charles Benoît Roux qui est élu évêque constitutionnel. Les élections aux postes de curés constitutionnels permettent de pourvoir aussi à la plupart des cures. En août 1792, dans la ville d'Aix, on décompte 120 séculiers et religieux qui prêteront le serment dit « à la Liberté et à l’Égalité ».
Un peu partout en France, des prêtres réfractaires sont accusés de prêcher sans cesse la discorde et la désobéissance aux lois. Un décret de l'Assemblée nationale autorise à les expulser à l'étranger s'ils sont dénoncés par 20 citoyens actifs du même canton. En juillet 1792, un certain nombre de prêtres réfractaires sont embarqués à Marseille à destination de l'étranger. Ces expulsions forcées avaient toutefois été précédées par les départs volontaires d'ecclésiastiques perspicaces. Dès 1790, les chanoines d'Aix et les grands vicaires de Mgr de Boisgelin avaient quitté la Provence.
Boyer de Fonscolombe, décrit en ces termes, le comportement de son ami « Attaché à ses devoirs, l'Abbé de Ramatuelle ne balança pas un instant ; ferme dans ses principes religieux, aucune considération n'aurait pu l'ébranler ; il préféra une vie obscure et persécutée, à la honte d'y manquer. Obliger d'errer pour fuir les dangers qui menaçaient sans cesse tout homme de bien, il chercha enfin un asile à Paris, espérant être ignoré dans cette grande cité. »
À Paris, l'abbé de Ramatuelle poursuit ses activités ecclésiastiques et botaniques. Il donne une description précise de ce qui sera appelé plus tard le Chrysanthème des fleuristes. Le 5 décembre 1792, il lit à l'Académie des Sciences un mémoire, sur cette plante qu'il appelle « Camomille à grandes fleurs » (Anthemis grandiflora).
Ses activités religieuses qu'il poursuivait en secret, furent découvertes. Il fut arrêté et emprisonné. En voulant fuir par les toits de la prison de La Force, il fait une chute et meurt dans un hôpital quelques jours plus tard, le 8 messidor de l'an II, des suites de son accident.
Son décès le 26 juin 1794 se situe à la fin de la période de Terreur où la jeune Première République Française se sentant menacée par la coalition des monarchies européennes, la guerre civile des royalistes et des fédéralistes, créé le Comité de salut public pour défendre la patrie par des moyens extralégaux. Mais en juin 1794, la violence s'emballe, les procédures judiciaires envoient à la guillotine des prisonniers presque tous les jours. L'exécution de Robespierre le 10 thermidor de l'an II (28 juillet 1794) met fin à la Terreur.

## Travaux scientifique
En raison de sa vie dramatiquement abrégée, la contribution scientifique de l'abbé de Ramatuelle se limite à la description du chrysanthème des fleuristes. Ses travaux sur l'identification des arbres ont été perdus.
- Chrysanthemum × grandiflorum ou chrysanthème des fleuristes

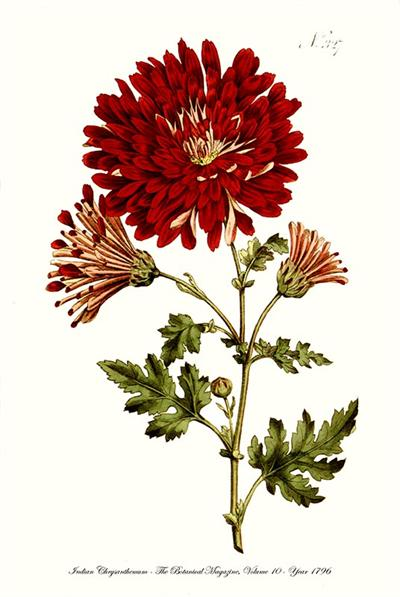
Illustration du chrysanthème publié dans le Botanical Magazine en 1796. Il s'agit de la variété pourpre ramenée de Chine par le capitaine Blancard et décrite par Ramatuelle

En 1753, Linné avait décrit plusieurs chrysanthèmes européens et un chrysanthème asiatique qu'il qualifia malencontreusement de Chrysanthemum indicum sur la base d'échantillons ramenés par les commerçants des Indes Orientales. Il y eut quelques tentatives aux Pays-Bas et en Angleterre, de culture de chrysanthèmes qui furent toutes sans lendemain.
L'introduction définitive du chrysanthème revient à un capitaine marseillais, Pierre-Louis Blancard (1741-1826) qui en 1789 en ramène de Chine quelques plants. La famille Audibert, armateur de Blancard est enchantée. Elle en fait parvenir des boutures au botaniste de la famille, le chanoine Thomas d'Audibert de Ramatuelle. L'abbé les met en culture dans son jardin aixois et peut observer à l'automne 1790 les premières fleurs lie-de-vin. L'année suivante, il envoie une centaine de boutures au Jardin du Roi. Ce qu'on appellera plus tard le « chrysanthème des fleuristes » plaît aux jardiniers et sa culture se répand. Des pieds sont envoyés au Jardins botaniques royaux de Kew en Angleterre.
L'abbé de Ramatuelle se rend à Paris et présente à l'Académie des sciences, le 5 décembre 1792, une « Description de la Camomille à grandes fleurs ». Il insiste pour la distinguer du Chrysanthemum indicum de Linné à petits capitules jaunes. Il propose dans une note de l’appeler aussi Chrysanthemum morifolium. De ce premier plan ramené de Chine en 1789, puis de ceux ramenés par l'habile aventurier botaniste Fortune (de Chine en 1846 et du Japon en 1863) vont être créés en Europe des milliers de cultivars et hybrides. Joints aux milliers de cultivars développés indépendamment en Chine et au Japon, on a actuellement un gigantesque complexe de cultivars (estimé de 20 000 à 30 000,) que les botanistes sont convenus d'appeler soit Chrysanthemum grandiflorum nom donné par Broussonet en 1805  fondé sans le dire, sur la description de Ramatuelle de Anthemis grandiflora, soit Chrysanthemum morifolium fondé sur la note de Ramatuelle du même article de 1792, soit encore Dendranthema grandiflorum (Ramat.) Kitam.
- Méthode d'identification des arbres et arbustes en toute saison

Les méthodes d'analyse taxonomique qui se mettent en place au XVIIIe siècle avec Linné se fondent principalement sur la morphologie des fleurs et des fruits. Mais pour les arbres, ces organes ne paraissent que durant un temps très court, très haut dans la canopée et quand les arbres sont assez âgés. L'abbé de Ramatuelle chercha donc à caractériser chaque espèce à la seule inspection des bourgeons, des écorces ou à la forme des feuilles. « Ce travail était fort avancé, lorsque les orages révolutionnaires éclatèrent de toutes parts » dit Boyer de Fonscolombe qui hérita de son herbier à sa mort. Il rajoute « J'ai rassemblé tous ceux de ses papiers que j'ai pu recouvrer ; mais ils sont très incomplets, et on a lieu de penser que les plus intéressants avaient été portés par lui à Paris, où ils ont été perdus sans retour ».